# Bosznia-Hercegovina autópályái
Ez a szócikk Bosznia-Hercegovina autópályáit sorolja fel.

## Története
Bosznia-Hercegovinában az úthálózat nem volt olyan elmaradott a délszláv állam 1929-es létrejöttekor, mint Koszovóban vagy Macedóniában. Az Osztrák–Magyar Monarchia idejéből maradt útvonalakat kellett volna fejleszteni, de mivel Szarajevó távol feküdt a Belgrád-Zágráb folyosótól, ezt a térséget elkerülte a sztráda. Még az 1984. évi téli olimpiai játékok miatt sem kapott a térség könnyen járható gyorsforgalmi utat. 
Az 1980-as évek végén csak egy rövid, 16 km-es szakasz készült el a másik bosnyák nagyváros, Banja Luka mellett, illetve egy 9 km-es bevezető út Szarajevónál. Azóta a két városból kivezető utakat erősítették meg és szélesítették ki, igazi autópálya-építkezés csak egy 11 km-es szakaszon az európai 5C (V/c) korridoron történt Podpugovi és Josanica között.

## Az autópályák listája
| Autópálya | Érintett települések | Tervezett | Elkészült | Épül   | Térkép |
| --------- | --- | --------- | --------- | ------ | ------ |
|           | Horvátország - Donji Svilaj - Modriča - Doboj - Zenica - Kakanj - Visoko - Jošanica - Szarajevó - Jablanica - Mostar - Gabela - Horvátország | 235 km    | 93,5 km   | 9,5 km |        |
|           | Montenegró - Hum - Foča - Goražde - Szarajevó - Zenica - Travnik - Jajca - Ključ - Bosanski Petrovac - Bihács - Horvátország - Izačić        | ? km      | 0 km      | 0 km   | –      |
|           | Žepče–Tuzla | ? km      | 0 km      | 0 km   | –      |
|           | Čapljina–Trebinje Montenegró | ? km      | 0 km      | 0 km   | –      |